# 马道子水库
马道子水库是中国辽宁省葫芦岛市建昌县境内的一座水库，位于六股河支流云山洞河上，建于1961年。水库正常库容为460万立方米，集雨面积为62平方千米，海拔为115米。